# Pristomerus incompletus
Pristomerus incompletus är en stekelart som beskrevs av Henry Keith Townes, Jr. 1958. Pristomerus incompletus ingår i släktet Pristomerus och familjen brokparasitsteklar. Inga underarter finns listade i Catalogue of Life.